# Maria Eljasz

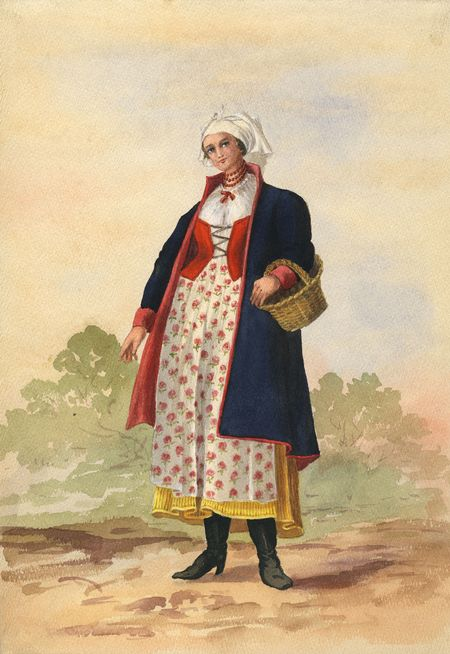
Kijaczka z Podgórza

Maria Eljasz (ur. 1850 lub 1860, zm. 1938) – malarka i hafciarka. 

## Życiorys
Była córką malarza Wojciecha Eljasza-Radzikowskiego (1814-1904) i siostrą malarza Walerego Eljasza-Radzikowskiego (1840-1905). Tworzyła wizerunki kwiatów, krajobrazów, ilustrowała książki, malowała również na porcelanie. Wykładała sztukę stosowaną na Wyższych Kursach dla Kobiet im. Adriana Baranieckiego. Stale współpracowała z Muzeum Etnograficznym w Krakowie, ilustrowała również publikacje jego dyrektora, Seweryna Udzieli. Malowała parzenice podhalańskie reprodukowane w pracy Tadeusza Seweryna Parzenice góralskie (1930); ilustrowała też inne prace etnograficzne tegoż autora.